# Чащинский сельсовет
Чащи́нский сельсовет — сельское поселение в Мучкапском районе Тамбовской области Российской Федерации.
Административный центр — село Чащино́.

## История
Статус и границы сельского поселения установлены Законом Тамбовской области от 17 сентября 2004 года № 232-З «Об установлении границ и определении места нахождения представительных органов муниципальных образований в Тамбовской области».

## Население
| 2010  | 2012  | 2013  | 2014  | 2015  | 2016  | 2017  |
| ----- | ----- | ----- | ----- | ----- | ----- | ----- |
| 1401  | ↘1388 | ↘1349 | ↘1327 | ↘1299 | ↘1276 | ↘1251 |
| 2018  | 2019  | 2020  | 2021  |       |       |       |
| ↘1231 | ↘1186 | ↘1130 | ↘916  |       |       |       |

## Состав сельского поселения
| № | Населённый пункт | Тип населённого пункта       | Население |
| - | ---------------- | ---------------------------- | --------- |
| 1 | Коростелёво      | село                         | 322       |
| 2 | Прудки           | село                         | 142       |
| 3 | Согласие         | посёлок                      | 4         |
| 4 | Чащино           | село, административный центр | 933       |